# Вороний медосос-мао
Вороний медосос-мао, или вороний мао (лат. Gymnomyza aubryana) — вид крупных птиц из семейства медососовых (Meliphagidae), обитающий во влажных лесах. Эндемик Новой Каледонии.

## Описание
Вороний медосос-мао — крупная птица длиной от 35,0 до 42,5 см. На голове имеются оранжевые бородки. Внешне напоминает ворона своим глянцевым чёрным оперением и изогнутым клювом. У этого вида длинные закруглённые крылья, длинный хвост и шея. Клюв длинный и двухцветный — внизу жёлтый, наверху чёрный. У него громкий, звонкий зов, который преимущественно слышен ранним утром.

## Биология
Вид относительно незаметен и живёт либо парами, либо поодиночке. Питается беспозвоночными и нектаром в пологе и в среднем ярусе леса.

## Ареал и местообитание
Эндемик Новой Каледонии. Исследования обнаружили его только в заповеднике Блу-Ривер, на склонах Куакуэ, в долинах Пурина и Уине, в районе Ривер-Бланш и на склонах гор Пуэдии и Пани. В целом распространён по всей Новой Каледонии, но в основном на юге. По оценкам, осталось от 50 до 249 птиц. Обитает во влажных тропических лесах.

## Охранный статус
Вороний медосос-мао классифицируется как «вид, находящиеся на грани полного исчезновения» в Красном списке угрожаемых видов МСОП из-за завезённых на остров крыс.